# Servizio consultivo per il traffico aereo
Il servizio consultivo per il traffico aereo (Air Traffic Advisory Service) o ADS è uno dei servizi del traffico aereo, ed è definito dall'ICAO come servizio fornito entro lo spazio aereo consultivo per assicurare, per quanto possibile, una separazione tra aeromobili che volano con piano di volo IFR.

## Obiettivi
Obiettivo del servizio consultivo è quello di fornire agli aeromobili informazioni sui rischi di collisione più complete ed efficaci fornite dal Servizio Informazioni Volo. Viene fornito ai voli IFR in spazi aerei o lungo rotte a servizio consultivo (classe F), identificate dal fornitore dei servizi ATS. Dove istituito dovrebbe essere considerato una misura a carattere transitorio, fino a quando cioè sarà sostituito da un Servizio di Controllo. In Italia non esistono più rotte a servizio consultivo, di conseguenza lo spazio aereo di classe F non è più utilizzato.

## Fornitura del Servizio

### Aeromobili che usufruiscono del Servizio Consultivo
I voli IFR che decidono di usufruire del servizio consultivo osserveranno le stesse procedure che si applicano ai voli IFR entro spazi aerei controllati ad eccezione di quanto segue:
- il piano di volo ed i relativi cambiamenti non sono soggetti ad "autorizzazione", l'ente che fornisce il servizio consultivo deve fornire solo avvisi sulla presenza di traffico essenziale o suggerimenti su una possibile azione da intraprendere
- l'equipaggio di condotta deciderà se seguire o meno i suggerimenti ricevuti, ed informerà, senza ritardo della decisione presa l'ente che fornisce il Servizio consultivo per il traffico aereo
- verranno mantenute le comunicazioni bordo terra con l'ente ATS designato a fornire il Servizio consultivo per il traffico aereo entro lo spazio aereo consultivo o porzione di esso.

### Aeromobili che non usufruiscono del Servizio Consultivo
Gli aeromobili che decidono di condurre un volo IFR in uno spazio aereo consultivo, ma di non usufruire di tale servizio, notificheranno comunque all'ente ATS pertinente gli eventuali cambiamenti apportati al piano di volo presentato. I voli IFR che intendono attraversare una rotta a servizio consultivo, lo faranno per quanto possibile perpendicolarmente rispetto alla direzione della rotta e a un livello appropriato alla traiettoria di volo, in accordo alle regole previste per i voli IFR fuori spazi aerei controllati.

## Compiti degli enti ATS
Un ente ATS che fornisce il servizio consultivo deve:
- consigliare l'aeromobile di partire all'orario stabilito e di volare a livelli indicati nel piano di volo, se non si prevede alcun conflitto con altro traffico conosciuto
- suggerire agli aeromobili un corso di azioni che consenta di evitare un potenziale pericolo, dando la priorità ad un aeromobile già all'interno dello spazio aereo consultivo rispetto a quelli che desiderano entrarvi
- comunicare agli aeromobili le medesime informazioni di traffico che è previsto siano fornite nel servizio di Controllo d'Area.